# Mimosybra mediomaculata
Mimosybra mediomaculata là một loài bọ cánh cứng trong họ Cerambycidae.